# مقاطعة شايان (كانساس)
مقاطعة شايان (بالإنجليزية: Cheyenne County)‏ هي إحدى المقاطعات في ولاية كانساس، الولايات المتحدة الأمريكية.